# Ono Takayoshi
Takayoshi Ono (sinh ngày 30 tháng 4 năm 1978) là một cầu thủ bóng đá người Nhật Bản.

## Sự nghiệp câu lạc bộ
Takayoshi Ono đã từng chơi cho Mito HollyHock.